# Festival international du film de Seattle 2014
Le Festival international du film de Seattle 2014, 40e édition du festival (40th Seattle International Film Festival), s'est déroulé du 15 mai au 8 juin 2014.

## Sélection

### En compétition

#### Documentary
- Ballet 422 de Jody Lee Lipes  États-Unis
- #ChicagoGirl - The Social Network Takes on a Dictator de Joe Piscatella  États-Unis
- Dangerous Acts Starring the Unstable Elements of Belarus de Madeleine Sackler  Royaume-Uni
- Dior and I de Frédéric Tcheng  France
- Garden Lovers (Eedenistä pohjoiseen) de Jeff Barnaby  Canada
- I Am Big Bird: The Caroll Spinney Story de Dave LaMattina et Chad Walker  États-Unis
- Leninland Askold Kurov  Russie
- Marmato de Mark Grieco  Colombie
- Obama Mama de Vivian Norris  États-Unis
- Shake the Dust de Adam Sjöberg  États-Unis
- Song of the New Earth de Ward Serrill  États-Unis
- Two Raging Grannies Håvard Bustnes  Norvège[1]

#### FutureWave
- Dear White People de Justin Simien  États-Unis
- FutureWave Shorts / Best of NFFTY (courts métrages)
- God Help the Girl de Stuart Murdoch  Royaume-Uni
- Mary is Happy, Mary is Happy de Nawapol Thamrongrattanarit  Thaïlande
- Patema Inverted (Sakasama no Patema) de Yasuhiro Yoshiura  Japon
- Rhymes for Young Ghouls de Jeff Barnaby  Canada
- Shake the Dust de Adam Sjöberg  États-Unis
- Touch of the Light (Ni guang fei xiang) de Jung-Chi Chang  Taïwan
- We Are the Best! de Lukas Moodysson  Suède[2]

#### New American Cinema
- Alex of Venice de Chris Messina  États-Unis
- Another de Jason Bognacki  États-Unis
- Five Star de Keith Miller  États-Unis
- Kinderwald de Lise Raven  États-Unis
- Layover de Joshua Caldwell  États-Unis
- Little Accidents de Sara Colangelo  États-Unis
- Medeas de Andrea Pallaoro  États-Unis
- Red Knot de Scott Cohen  États-Unis
- Sam & Amira de Sean Mullin  États-Unis
- The Sleepwalker de Mona Fastvold  États-Unis
- Time Lapse de Bradley King  États-Unis
- X/Y de Ryan Piers Williams  États-Unis[3]

#### Films4Families
- Belle et Sébastien de Nicolas Vanier  France
- The Boy and the World (O Menino e o Mundo) de Alê Abreu  Brésil
- The Family Picture Show (courts métrages)
- The House of Magic 3D de Ben Stassen et Jérémie Degruson  France
- How To Train Your Dragon 2 de Dean DeBlois  États-Unis
- The Land of the Bears 3D de Guillaume Vincent  France
- Zip & Zap and the Marble Gang (Zipi y Zape y el club de la canica) de Óskar Santos  Espagne[4]

#### New Directors
- 10.000 km de Carlos Marqués-Marcet  Espagne
- 40 Days of Silence de Saodat Ismailova  Ouzbékistan
- B for Boy de Chika Anadu  Nigeria
- Eastern Boys de Robin Campillo  France
- History of Fear (Historia del miedo) de Benjamín Naishtat  Argentine
- La vie est belle (Chce sie zyc) de Maciej Pieprzyca  Pologne
- Macondo de Sudabeh Mortezai  Autriche
- Me, Myself and Mum (Les garçons et Guillaume, à table!) de Guillaume Gallienne  France  Belgique
- Remote Control de Byamba Sakhya  Mongolie
- Rhymes for Young Ghouls de Jeff Barnaby  Canada
- Standing Aside, Watching (Na kathesai kai na koitas)  Grèce
- Viktoria de Maya Vitkova  Bulgarie[5]

### Hors compétition

#### New American Cinema
- 4 Minute Mile de Charles-Olivier Michaud  États-Unis
- Begin Again de John Carney  États-Unis
- Beneath de Ben Ketai (en)  États-Unis
- The Better Angels de A.J. Edwards  États-Unis
- BFE de Shawn Telford  États-Unis
- Big in Japan de John Jeffcoat  États-Unis
- Boyhood de Richard Linklater  États-Unis
- Burkholder de Taylor Guterson  États-Unis
- Creep de Patrick Brice  États-Unis
- Dear White People de Justin Simien  États-Unis
- Desert Cathedral de Travis Gutiérrez Senger  États-Unis
- Elsa & Fred de Michael Radford  États-Unis
- Nos étoiles contraires de Josh Boone  États-Unis
- The Foxy Merkins de Madeleine Olnek  États-Unis
- Happy Christmas de Joe Swanberg  États-Unis
- Helicopter Mom de Salomé Breziner  États-Unis
- Hellion de Kat Candler  États-Unis
- How To Train Your Dragon 2 de Dean DeBlois  États-Unis
- I Origins de Mike Cahill  États-Unis
- Intramural de Andrew Disney  États-Unis
- Kumiko, the Treasure Hunter de David Zellner  États-Unis
- Late Phases de Adrián García Bogliano  États-Unis
- Lucky Them de Megan Griffiths  États-Unis
- My Last Year With the Nuns de Bret Fetzer  États-Unis
- Night Moves de Kelly Reichardt  États-Unis
- Obvious Child de Gillian Robespierre  États-Unis
- The One I Love de Charlie McDowell  États-Unis
- The Signal de William Eubank  États-Unis
- The Skeleton Twins de Craig Johnson  États-Unis
- Sold de Jeffrey Brown  États-Unis
- They Came Together de David Wain  États-Unis
- Willow Creek de Bobcat Goldthwait  États-Unis
- Lessons in Love (Words and Pictures) de Fred Schepisi  États-Unis
- You Must Be Joking de Jake Wilson  États-Unis
- Zombeavers de Jordan Rubin  États-Unis[6]

#### African Pictures
- African Metropolis de Marie Ka, Philippe Lacôte, Ahmed Ghoneimy, Vincent Moloi, Folsakin Iwajomo et Jim Chuchu  Kenya
- B for Boy de Chika Anadu  Nigeria
- Bound: Africans versus African Americans de Peres Owino  États-Unis
- Difret de Zeresenay Berhane Mehari  Éthiopie
- Electro Chaabi de Hind Meddeb  Égypte
- Finding Fela de Alex Gibney  États-Unis
- Four Corners de Ian Gabriel  Afrique du Sud
- Half of a Yellow Sun de Biyi Bandele  Nigeria
- Leading Lady de Henk Pretorius  Afrique du Sud
- Rags and Tatters de Ahmad Abdalla  Égypte
- The Rooftops de Merzak Allouache  Algérie
- Salvation Army de Abdellah Taïa  Maroc
- Under the Starry Sky de Dyana Gaye  France
- White Shadow de Noaz Deshe  Allemagne[7]

#### Alternate Cinema
- The Airstrip - Decampment of Modernism, Part III (Airstrip - Aufbruch der Moderne, Teil III) de Heinz Emigholz  Allemagne
- Another de Jason Bognacki  États-Unis
- A Dream of Iron (Cheol-ae-kum) de Kelvin Kyung Kun Park  Corée du Sud
- A Masque of Madness de Norbert Pfaffenbichler  Autriche
- Pierrot Lunaire de Bruce LaBruce  Allemagne[8]

#### Ambiente: New Spanish Cinema
- 10.000 km de Carlos Marqués-Marcet  Espagne
- Cannibal de Manuel Martín Cuenca  Espagne
- Family United (La gran familia española) de Daniel Sánchez Arévalo  Espagne
- Ignasi M. de Ventura Pons  Espagne
- Living is Easy With Eyes Closed (Vivir es fácil con los ojos cerrados) de David Trueba  Espagne
- Story of My Death de Albert Serra  Espagne
- Tapas! (courts métrages)  Espagne
- Witching and Bitching (Las brujas de Zugarramurdi) de Álex de la Iglesia  Espagne
- Zip & Zap and the Marble Gang (Zipi y Zape y el club de la canica) de Óskar Santos  Espagne[9]

#### Midnight Adrenaline
- The Babadook de Jennifer Kent  Australie
- Dead Snow: Red vs. Dead de Tommy Wirkola  Norvège
- Late Phases de Adrián García Bogliano  États-Unis
- Rigor Mortis de Juno Mak  Hong Kong
- The Rocky Horror Picture Show de Jim Sharman  Royaume-Uni (1975)
- Suburban Gothic de Richard Bates Jr.  États-Unis
- Why Don't You Play in Hell? (Jigoku de naze warui) de Shion Sono  Japon
- Willow Creek de Bobcat Goldthwait  États-Unis
- Witching and Bitching (Las brujas de Zugarramurdi) de Álex de la Iglesia  Espagne
- Zombeavers de Jordan Rubin  États-Unis[10]

## Palmarès

### Longs métrages
| Prix                                        | Prix                                        | Attribué à                                              | Pays       |
| ------------------------------------------- | ------------------------------------------- | ------------------------------------------------------- | ---------- |
| Golden Space Needle                         | Meilleur film                               | Boyhood de Richard Linklater                            | États-Unis |
| Golden Space Needle                         | Meilleur film documentaire                  | Keep On Keepin' On de Alan Hicks                        | États-Unis |
| Golden Space Needle                         | Meilleur réalisateur                        | Richard Linklater pour Boyhood                          | États-Unis |
| Golden Space Needle                         | Meilleur acteur                             | Dawid Ogrodnik pour La vie est belle                    | Pologne    |
| Golden Space Needle                         | Meilleure actrice                           | Patricia Arquette pour Boyhood                          | États-Unis |
| Grand Jury Prize                            | Documentary                                 | Marmato de Mark Grieco                                  | Colombie   |
| Grand Jury Prize                            | New American Cinema                         | Red Knot de Scott Cohen                                 | États-Unis |
| Grand Jury Prize                            | New Director                                | 10.000 km de Carlos Marqués-Marcet                      | Espagne    |
| Youth Jury Awards                           | Films4Families Feature                      | Belle et Sébastien de Nicolas Vanier                    | France     |
| Youth Jury Awards                           | FutureWave Feature                          | Dear White People de Justin Simien                      | États-Unis |
| Lena Sharpe Award for Persistence of Vision | Lena Sharpe Award for Persistence of Vision | Bound: Africans versus African Americans de Peres Owino | États-Unis |

### Courts métrages
| Prix                | Prix                                               | Attribué à                            | Pays         |
| ------------------- | -------------------------------------------------- | ------------------------------------- | ------------ |
| Golden Space Needle | Golden Space Needle                                | Fool’s Day de Cody Blue Snider        | États-Unis   |
| Grand Jury Prize    | Animated                                           | Rhino Full Throttle de Erik Schmitt   | Allemagne    |
| Grand Jury Prize    | Documentary                                        | Maikaru de Phillip Montgomery         | États-Unis   |
| Grand Jury Prize    | Action Live                                        | Twaaga de Cédric Ido                  | Burkina Faso |
| FutureWave          | Audience Award                                     | While We're Asleep de Summer Matthews | États-Unis   |
| FutureWave          | Wavemaker Award for Excellence in Youth Filmmaking | Black Rock Creek de Malone Lumarda    | États-Unis   |